# Claremont (Minnesota)
Claremont é uma cidade localizada no estado americano de Minnesota, no Condado de Dodge.

## Demografia
Segundo o censo americano de 2000, a sua população era de 620 habitantes.
Em 2006, foi estimada uma população de 602, um decréscimo de 18 (-2.9%).

## Geografia
De acordo com o United States Census Bureau tem uma área de
3,0 km², dos quais 3,0 km² cobertos por terra e 0,0 km² cobertos por água. Claremont localiza-se a aproximadamente 372 m acima do nível do mar.

## Localidades na vizinhança
O diagrama seguinte representa as localidades num raio de 20 km ao redor de Claremont.